# Idiostrangalia simillima
Idiostrangalia simillima là một loài bọ cánh cứng trong họ Cerambycidae.